# Joseph Blowick
Joseph Blowick (13 mars 1903 - 12 août 1970) est un homme politique irlandais du Clann na Talmhan qui est ministre des Terres de 1948 à 1951 et de 1954 à 1957 et chef du Clann na Talmhan de 1944 à 1965. Il est Teachta Dála (TD) pour la circonscription de Mayo Sud de 1943 à 1965.

## Famille
Blowick est né à Belcarra, comté de Mayo, le 13 mars 1903, fils de John Blowick (agriculteur) et d'Honoria "Norah" (née Madden) Blowick. Il a deux sœurs et quatre frères, dont trois deviennent prêtres : Stephen Blowick, John Blowick et Peter Blowick.
Il fréquente l'école nationale locale et travaille ensuite dans la grande ferme de son père, dont il hérite, ses autres frères étant tous dans les ordres sacrés.
En janvier 1956, âgée de 53 ans, Blowick épouse Teresa O'Malley, dix-neuf ans, de Castleburke, dans le comté de Mayo. Ils ont quatre fils et trois filles.

## Carrière politique
Le premier poste politique de Blowock est celui de membre du conseil du comté de Mayo.
Il est élu pour la première fois au Dáil Éireann en 1943 en tant que député Clann na Talmhan pour Mayo Sud, l'un des dix sièges remportés par le parti dans tout l'État et l'un des deux sièges dans le comté de Mayo. Il succède à Michael Donnellan à la tête du parti en 1944.
La représentation du parti tombe à sept sièges après les élections générales de 1948, mais elle est suffisamment forte pour faire partie d'un arrangement de coalition et Blowick est nommé au Cabinet dans les deux gouvernements interpartis (1948-1951, 1954-1957), siégeant sous John A. Costello en tant que ministre des Terres à ces deux occasions.
Blowick est réélu au Dáil à chaque élection jusqu'en 1965, date à laquelle il se retire de la politique. Il décède le 12 août 1970 dans un hôpital de Dublin.